# Forschungszentrum Jülich
Il Centro Ricerche Jülich (Forschungszentrum Jülich GmbH in tedesco) è un centro di ricerca facente parte dell'organismo tedesco Helmholtz-Gemeinschaft.
Fondato l'11 dicembre 1956 dallo Stato Federale della Renania Settentrionale-Vestfalia, fino al 1990 si è chiamato Kernforschungsanlage Jülich GmbH ("Centro Ricerche Nucleari di Jülich"). Il Centro è situato a Jülich, nel Circondario di Düren.